# Lainbach (Loisach)
Der Lainbach, lokal auch Loanboch (von bayer. Loan, was etwa Schmelze bedeutet), ist ein Gebirgsbach in den Bayerischen Voralpen. Er beginnt nordwestlich der Benediktenwand und mündet bei Benediktbeuern als rechter Nebenfluss in die Loisach. Wegen besonderer Hochwassergefahr ist er technisch aufwendig verbaut.

## Geographie

### Verlauf
Der Lainbach beginnt als Zusammenfluss der Schmiedlaine und der Kotlaine in einem schluchtartigen Tal (Lainbachtal) auf 750 m ü. NHN, am sogenannten „ganzen Wasser“, westlich der Söldneralm (809 m ü. NHN), im Gemeindegebiet von Benediktbeuern. Der Bach verläuft, tief eingeschnitten im Lainbachtal, zuerst in nordwestlicher Richtung, begleitet vom Wanderweg 456, bis er nach rund drei Kilometern bei dem Bildstock Mariabrunn das Einschnittstal verlässt. Hier ändert sich der Verlauf nach Westen, passiert zuerst die zu Benediktbeuern gehörende Ortschaft Gschwendt und kurz darauf Ried.
Beide Orte liegen auf dem Schwemmkegel des Bachs, östlich des Loisach-Kochelsee-Moores. In früherer Zeit mäanderte der Lainbach durch beide Siedlungen. Im Ortsgebiet von Ried unterquert er die Bundesstraße 11 sowie die Bahnstrecke Tutzing-Kochel und nimmt im Loisach-Kochelsee-Moor den Pessenbach auf, bevor er nach einer gesamten Fließstrecke von rund acht Kilometern auf 597 m ü. NHN in die Loisach mündet. Auf seiner gesamten Länge verläuft der Lainbach in einem Waldgürtel, der bis zur Hochwasserschutzverbauung, Anfang der 1990er Jahre, im Unterlauf des Baches als Auwald ausgebildet war.
Die heutige Gemeinde Benediktbeuern mit dem größten Anteil am Einzugsgebiet und mit der Ortschaft Gschwendt am Lauf trug bis zum 29. November 1865 den Namen Laingruben mit also demselben Bestimmungswort Lain- wie der Lainbach; dann wurde sie nach dem in der Gemeinde schon lange zuvor bestehenden Kloster Benediktbeuern umbenannt.

### Zuflüsse
Hierarchische Liste der Zuflüsse jeweils vom Ursprung zur Mündung.  Auswahl. Die höheren Bäche fließen oft aus Quellbächen zusammen, die einheitlich den Namen des Unterlaufs tragen; in solchen Fällen wurde meist nicht aufgeschlüsselt.
- Kotlaine, rechter Oberlauf
  - Sattelbach oder Sattelbachgraben, rechter Oberlauf; entsteht an der Tiefentalalm
    - Sattelbachgraben, von rechts
      - Tiefentalgraben, von links von der Tiefentalalm unterm Hennenkopf

    - Tuftgraben, von rechts vom Buchenauer Kopf

  - Kreuzgraben (!), linker Oberlauf von der Brandenberger Hütte
  - Wurfgraben, von rechts vom Buchenauer Kopf
  - Kreuzgraben (!), von links
  - Kreuzgraben (!), von links vor der Söldneralm
  - Markgraben, von links
  - Haseleckgraben, von rechts aus Richtung der Bauernhütte kurz vor dem Zusammenfluss mit der Schmiedlaine
- Schmiedlaine, linker Oberlauf; entsteht am Nordhang der Glaswand
  - Schwarzenbachgraben, von links vom Sattel zwischen Gemskopf und Schwarzenbergkopf
  - Eibelsbach, von rechts vom Eibelskopf
  - Kohlstattgraben, von links aus dem Rotmoos
  - Schaftelsgraben, von rechts vom Gurneck
  - Rostgraben, von links
  - Tanndlgraben, von links
- Markgraben, von rechts vom Windpäßelkopf
- Steingraben, von rechts vom Windpäßelkopf
- Wendegraben, von links
- Perlsgraben, von links unter den insolierten Häusern am Wurzweg von Gschwendt
- Mühlbach, von rechts bei der Straße Am Weidach von Gschwendt; geht unterhalb des vorigen nach recht ab
  - Augraben, von rechts
- Pessenbach, von links vom Sattel Pessenbacher Schneid über der Orterer Alm
  - Gemskopfgraben, von rechts vom Gemskopf
  - Schwarzenberggraben, von rechts vom Sattel zwischen Gemskopf und Schwarzenbergkopf
  - Kreuzgraben, von rechts vom Nordfuß des Schwarzenbergkopfs
  - Läusberggraben, von rechts vom Dachsenberg
  - Gschwendgraben, von rechts gegenüber dem Ort Pessenbach
  - Schwaigbach, von rechts vom Unterhang des Rieder Vorbergs
    - Bannholzgraben, von rechts vom Unterhang des Rieder Vorbergs
    - Etzgraben, von rechts vom Nordhang des Rieder Vorbergs

  - Enzenbach, von rechts; entsteht im Ort Ried aus seinen Oberläufen
    - Mühlgraben, rechter Oberlauf
    - Mühlgraben, linker Oberlauf

## Hochwasserereignisse und Verbauung
Der Lainbach – ohne den Pessenbach mit seinen Zuflüssen, der erst nach den Ortschaften Gschwendt und Ried in den Lainbach mündet – entwässert ein rund 20 Quadratkilometer großes Gebiet mit zahlreichen Steilhängen und kann nach Gewitterregen extreme Hochwasserspitzen zeigen. Einerseits die Erosionsanrisse im hinteren Lainbachtal, wo zahlreiche kleine Bäche sich in die mächtigen eiszeitlichen Lockergesteinsablagerungen eingeschnitten haben, andererseits die erosionsanfälligen Steilhänge der Flyschzone im gesamten Lainbachtal haben immer wieder Hangrutschungen und hohe Geschiebefrachten zur Folge, insbesondere bei Starkregenereignissen. Erste Verbauungen des Lainbachs sind für das Jahr 1886 bekannt, 1911 begann man mit systematischen Maßnahmen zum Erosions- und Hochwasserschutz. Kleinere Überschwemmungen in Ried gab es nach Gewittern in den Jahren 1958 und 1966, dabei wurden eine Brücke zerstört und der Damm im Ortsbereich beschädigt. In den 1970er und 1980er Jahren wurde daraufhin der Schluchtbereich saniert, 1983 der Damm verstärkt und auf einen Abfluss von 65 Kubikmetern Wasser pro Sekunde ausgelegt.
Am 30. Juni 1990 führte ein Gewitter mit Extremniederschlag (75,4 mm in 30 Minuten, 90 mm in einer Stunde) zu einem Hochwasser mit einem Abfluss von rund 210 Kubikmetern pro Sekunde. Durch Schwemmholz der Winterstürme Vivian und Wiebke aus dem Spätwinter 1990 und von losgerissenen Holzverbauungen kam es zu Verklausungen an den Brücken in Ried und nachfolgend zu großflächigen Überschwemmungen im Ort, die einen Sachschaden von umgerechnet rund 1,75 Millionen Euro verursachten. Das Bachbett wurde dabei stellenweise um einige Meter eingefurcht, anderswo in ähnlicher Höhe aufgeschottert. Von 1992 bis 2002 wurde deshalb für 7,2 Millionen Euro umfassend zum Hochwasserschutz gebaut. Unter anderem machte man das Bachbett tiefer und breiter, es kann nun schadlos einen Abfluss von 110 Kubikmeter pro Sekunde abführen. Am Schluchtausgang errichtete das Wasserwirtschaftsamt einen Treibholzrechen in Gestalt einer V-förmigen Formation von 28 Stahlpfeilern, der Baumstämme zurückhalten und so eine Verklausung der Brücken weiter bachabwärts verhindern soll.
Über die Besonderheiten von Gebirgsbächen und den Hochwasserschutz am Lainbach informieren zehn Schautafeln des Wasserwirtschaftsamts an einem Lehrpfad entlang des Wanderwegs von Ried zur Söldneralm. Dieser wurde 1996 eingerichtet, die Tafeln 2017 erneuert und aktualisiert.

## Bürgerentscheid 2018
Zur Erweiterung eines bestehenden Gewerbegebietes am südlichen Ortsrand plante die Gemeinde Benediktbeuern etwa 3 Hektar des Lainbachwaldes westlich der Bundesstraße 11 zu roden und zu bebauen. Es formierte sich Widerstand in Form der BI Lainbachwald, welche durch einen Bürgerentscheid im Juni 2018 die Umsetzung der Pläne verhinderte.

### BayernAtlas („BA“)
Amtliche Online-Gewässerkarte mit passendem Ausschnitt und den hier benutzten Layern: Lauf und Einzugsgebiet des Lainbachs

Allgemeiner Einstieg ohne Voreinstellungen und Layer: BayernAtlas der Bayerischen Staatsregierung (Hinweise)
1. 1 2 3  Höhe abgefragt auf dem Hintergrundlayer Amtliche Karte (Rechtsklick).
2. ↑  Länge abgemessen auf dem Hintergrundlayer Amtliche Karte.

### Gewässerverzeichnis Bayern („GV“)
1. ↑  Länge nach: Verzeichnis der Bach- und Flussgebiete in Bayern – Flussgebiet Isar, Seite 28 des Bayerischen Landesamtes für Umwelt, Stand 2016 (PDF; 2,5 MB) (Seitenzahl kann sich ändern.). Abgefragt am 5. Dezember 2019.
2. ↑  Einzugsgebiet nach: Verzeichnis der Bach- und Flussgebiete in Bayern – Flussgebiet Isar, Seite 28 des Bayerischen Landesamtes für Umwelt, Stand 2016 (PDF; 2,5 MB) (Seitenzahl kann sich ändern.). Abgefragt am 5. Dezember 2019.

### Sonstige
1. ↑  Lainbach-Lehrpfad ist restauriert, Sueddeutsche.de am 14. April 2017
2. ↑  Klaus Schieder: Lainbachwald bleibt erhalten. In: www.sueddeutsche.de. 10. Juni 2018, ISSN 0174-4917 (sueddeutsche.de [abgerufen am 16. August 2018]).